# Relaciones Estados Unidos-Túnez
Las relaciones Estados Unidos-Túnez son las relaciones diplomáticas entre Estados Unidos y Túnez. Según una encuesta de opinión global de 2012, el 45% de los tunecinos ve a los Estados Unidos favorablemente.

## Historia
Los Estados Unidos tienen muy buenas relaciones con Túnez, que se remontan a más de 200 años. Estados Unidos ha mantenido su representación oficial en Túnez casi continuamente desde 1795, y el Tratado de Amistad con Túnez se firmó en 1799. Los dos gobiernos no están vinculados por los tratados de seguridad, pero las relaciones han sido estrechas desde entonces. Túnez independencia. Las relaciones entre Estados Unidos y Túnez sufrieron en 1985, después de que Israel bombardeó la sede de la OLP en Túnez. Creyendo que los EE. UU. sabían sobre el ataque, y posiblemente estuvo involucrado, Túnez consideró romper los lazos diplomáticos con los EE. UU. no lo hizo, después de que los EE. UU. se separaron explícitamente de las acciones de Israel. Las relaciones también sufrieron como resultado del asesinato en 1988 de los nacionalistas de la OLP Abu Jihad y de la guerra del Golfo en 1990.
Las relaciones más tarde se calentaron, reflejando fuertes lazos bilaterales. Estados Unidos y Túnez tienen un calendario activo de ejercicios militares conjuntos. La asistencia de seguridad de los Estados Unidos ha desempeñado históricamente un papel importante en la consolidación de las relaciones. La Comisión Militar Mixta U.S.-Túnez se reúne anualmente para discutir la cooperación militar, el programa de modernización de la defensa de Túnez y otros asuntos de seguridad.
Los Estados Unidos proporcionaron por primera vez asistencia económica y técnica a Túnez en virtud de un acuerdo bilateral firmado el 26 de marzo de 1957. La Agencia de los Estados Unidos para el Desarrollo Internacional (USAID) logró un programa hasta su partida en 1994, cuando los avances económicos de Túnez llevaron a La "graduación" del país con fondos de USAID. Túnez apoyó con entusiasmo la Asociación Económica de los Estados Unidos y África del Norte (USNAEP), diseñada para promover la inversión de los EE. UU. En la región del Magreb y su integración económica. El programa proporcionó más de $ 4 millones en asistencia a Túnez entre 2001 y 2003. La Iniciativa de Asociación de Oriente Medio (MEPI) se lanzó en 2002 e incorporó los proyectos anteriores de reforma económica de USNAEP al tiempo que incorporaba proyectos bilaterales y regionales para la reforma educativa, desarrollo de la sociedad y empoderamiento de la mujer. En 2004, se abrió la Oficina Regional MEPI en Embajada Túnez. La Oficina Regional está formada por diplomáticos estadounidenses y especialistas regionales. Es responsable de coordinar las actividades de MEPI en Argelia, Egipto, Líbano, Marruecos y Túnez en estrecha coordinación con las embajadas estadounidenses en esos países.

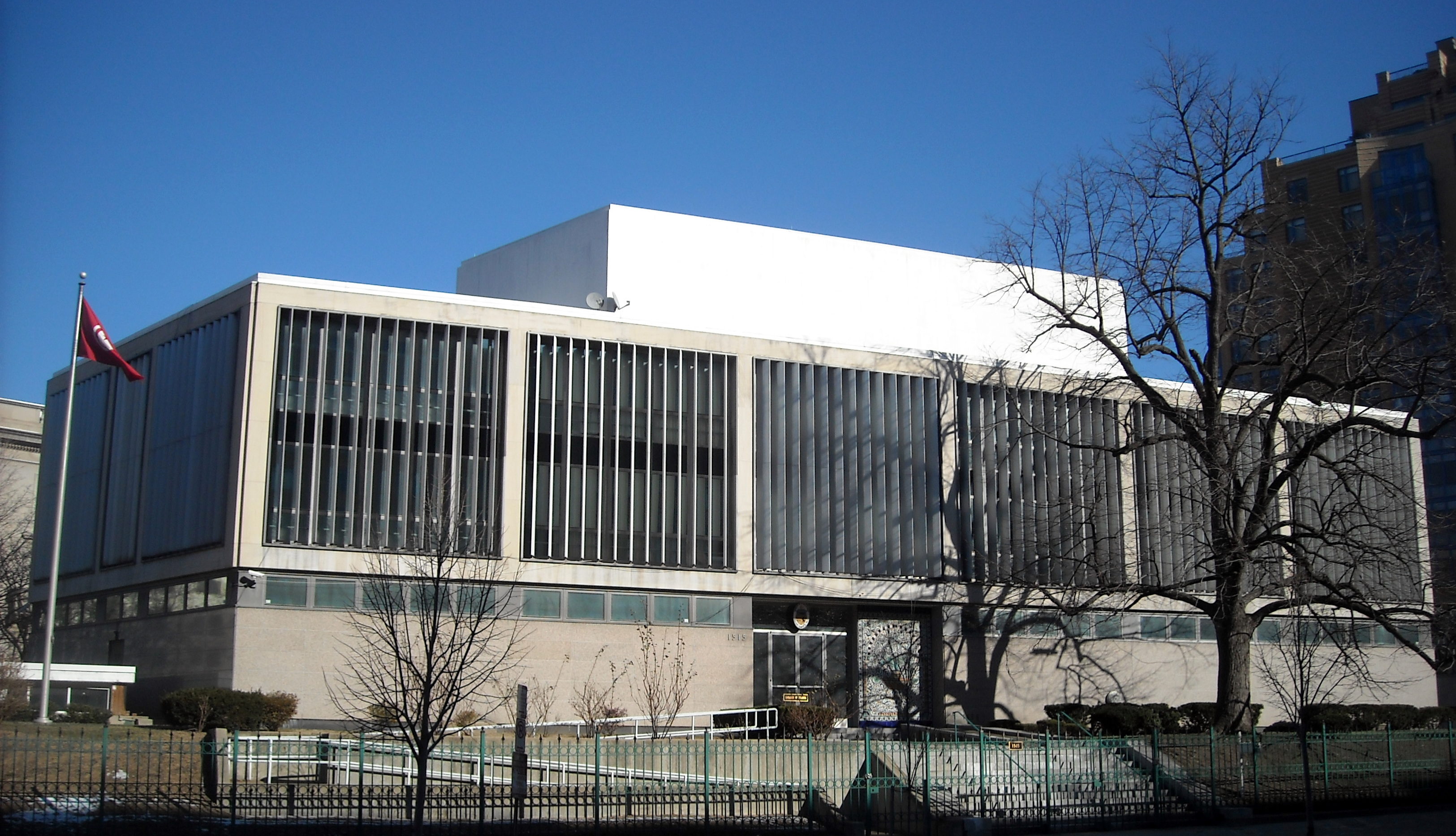
La Embajada de Túnez en Washington D. C.

La asistencia privada estadounidense ha sido proporcionada desde la independencia por fundaciones, grupos religiosos, universidades y organizaciones filantrópicas. El gobierno de los Estados Unidos ha apoyado los esfuerzos de Túnez para atraer inversión extranjera. Los Estados Unidos y Túnez concluyeron un tratado de inversión bilateral en 1990 y un acuerdo para evitar doble imposición en 1989. En octubre de 2002, los Estados Unidos y Túnez firmaron un Acuerdo Marco de Comercio e Inversión (TIFA), y en octubre de 2003 se celebró la primera reunión del Consejo de TIFA en Washington D. C.
Las empresas estadounidenses que desean invertir en Túnez y exportar a Túnez pueden recibir seguros y financiamiento para sus negocios a través de las agencias del Gobierno de los Estados Unidos, incluida la Overseas Private Investment Corporation y el  Export-Import Banco. Las mejores perspectivas para los extranjeros interesados en el mercado tunecino son alta tecnología, energía, agronegocios, procesamiento de alimentos, atención médica y equipo, y los sectores ambiental y turismo.
A partir de febrero de 2008, los principales funcionarios de los Estados Unidos incluyeron: el embajador Robert F. Godec, el Jefe de Misión Adjunto Marc Desjardins, la consejera política / económica Dorothy C. Shea y la agregada comercial Beth Mitchell. En junio de 2009, Gordon Gray III fue nombrado el próximo Embajador en Túnez desde los Estados Unidos, y prestó servicios desde agosto de 2009 hasta julio de 2012.
Los Estados Unidos mantienen una embajada en Túnez.